# 伯特·布什内尔
伯特伦·哈罗德·托马斯·布什内尔（英語：Bertram Harold Thomas Bushnell，1921年9月3日—2010年1月10日），常称伯特·布什内尔（Bert Bushnell）是一位英格兰赛艇运动员，曾在1948年夏季奥林匹克运动会上为大不列顛島比赛。
1948年，他与搭档迪奇·布尼尔在雙人雙槳艇比赛上映的金牌。直到他26岁，他都被认为是英国最佳单人划艇选手。
在他的妻子玛格利特于1988年逝世之后，他在2010年1月10日去世，有3个女儿，6个孙女。他在生命的最后20年，生活在Henley地区。
布什内尔是里安德會的成员，捐赠了他的金牌给位于Henley的河流和賽艇博物館。
布什内尔与格蕾丝·凯利有过一段短暂的感情， 在她想要成为舞者时承认。